# Tomba di Jahangir
La Tomba di Jahāngīr (in urdu مقبرہُ جہانگیر‎?, Maqbara Jahāngīr) è un mausoleo del XVII secolo costruito per l'imperatore moghul Jahāngīr. Realizzato nel 1637 si trova nel complesso di Shahdara Bagh a Lahore, nello Stato del Punjab Pakistano, lungo le rive del fiume Ravi. Il sito è famoso per i suoi interni che sono impreziositi da affreschi e marmi, e il suo esterno è riccamente decorato con pietre dure. La tomba, insieme all'adiacente Akbari Sarai e alla Tomba di Āṣaf Khān, fa parte di un insieme attualmente inserito nell'elenco provvisorio di  Patrimonio Mondiale dell'UNESCO.

## Ubicazione
La tomba fa parte del complesso Shahdara Bagh, a nord-ovest della città murata di Lahore. Si trova sulle rive del fiume Ravi in un'area rurale nota per i suoi giardini (/bāgh). La sepoltura si trova nel giardino di piacere di Nūr Jahān, il giardino "Dilkusha", che fu allestito nel 1557. La Tomba di Āṣaf Khān, costruita nel 1645, e l'Akbari Sarai, costruito nel 1637, sono ubicati immediatamente a ovest della tomba di Jahāngīr, e i tre edifici sono orientati secondo un asse est–ovest. L'ultimo monumento del Shahdara Bagh, la Tomba di Nūr Jahān, moglie dell'Imperatore Jahāngīr, si trova poco più a sud-ovest della tomba di Āṣaf Khān.

## Antefatto

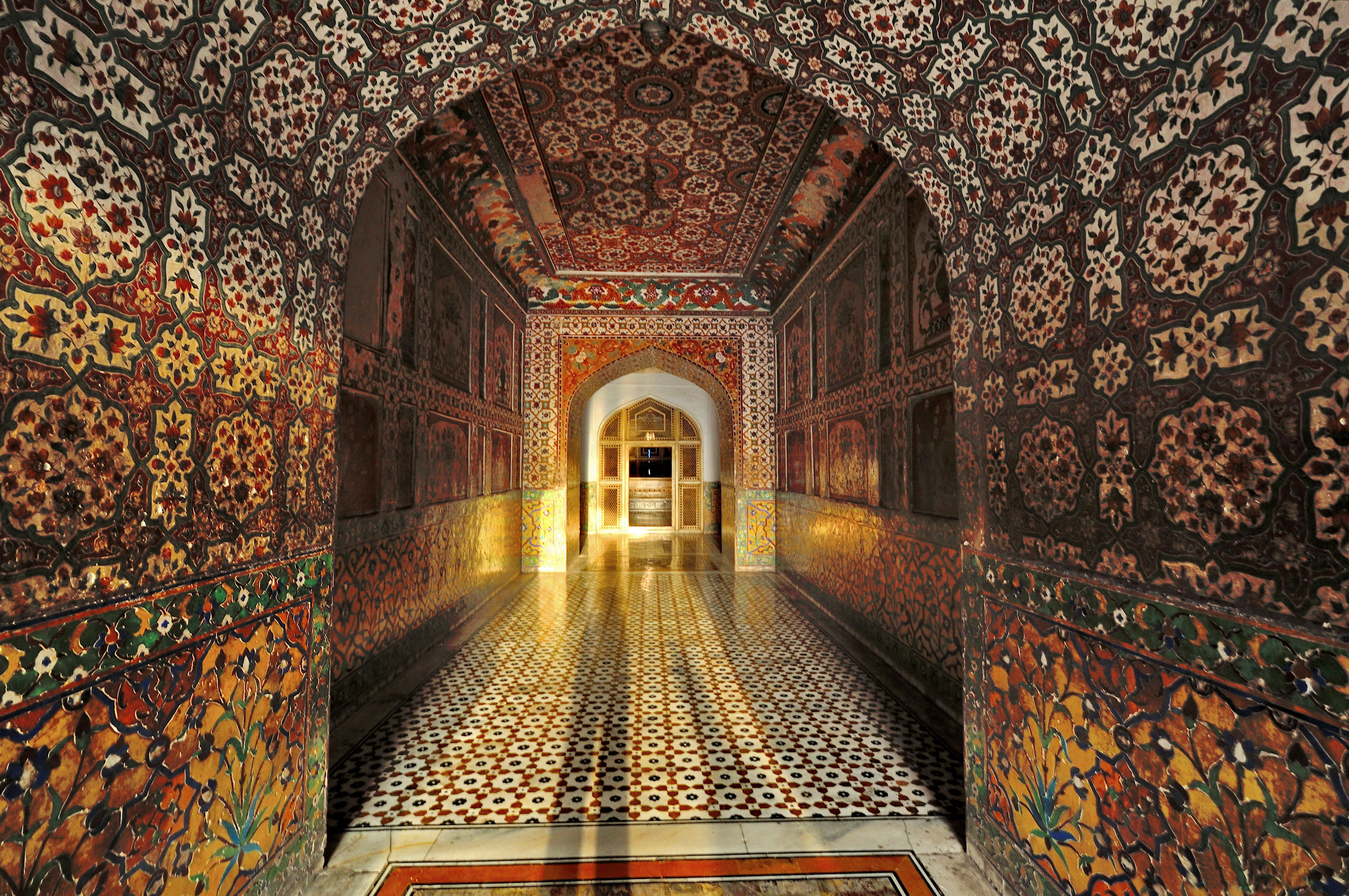
Gran parte degli interni del mausoleo è decorata con affreschi di pittura moghul.

La tomba fu costruita per l'imperatore Jahāngīr, che regnò sull'impero mogul dal 1605 al 1627. Egli morì ai piedi delle colline del Kashmir, vicino alla città di Rajouri, il 28 ottobre 1627. Un corteo funebre trasferì la sua salma dal Kashmir e giunse a Lahore venerdì 12 novembre 1627. Il giardino Dilkusha, in cui venne sepolto, era il "luogo preferito" di Jahāngīr e di sua moglie Nūr Jahān, quando vivevano a Lahore. Suo figlio, il nuovo Imperatore moghul Shāh Jahān, ordinò la "costruzione di un mausoleo degno di un imperatore", in onore di suo padre, per contenerne le spoglie.

## Storia

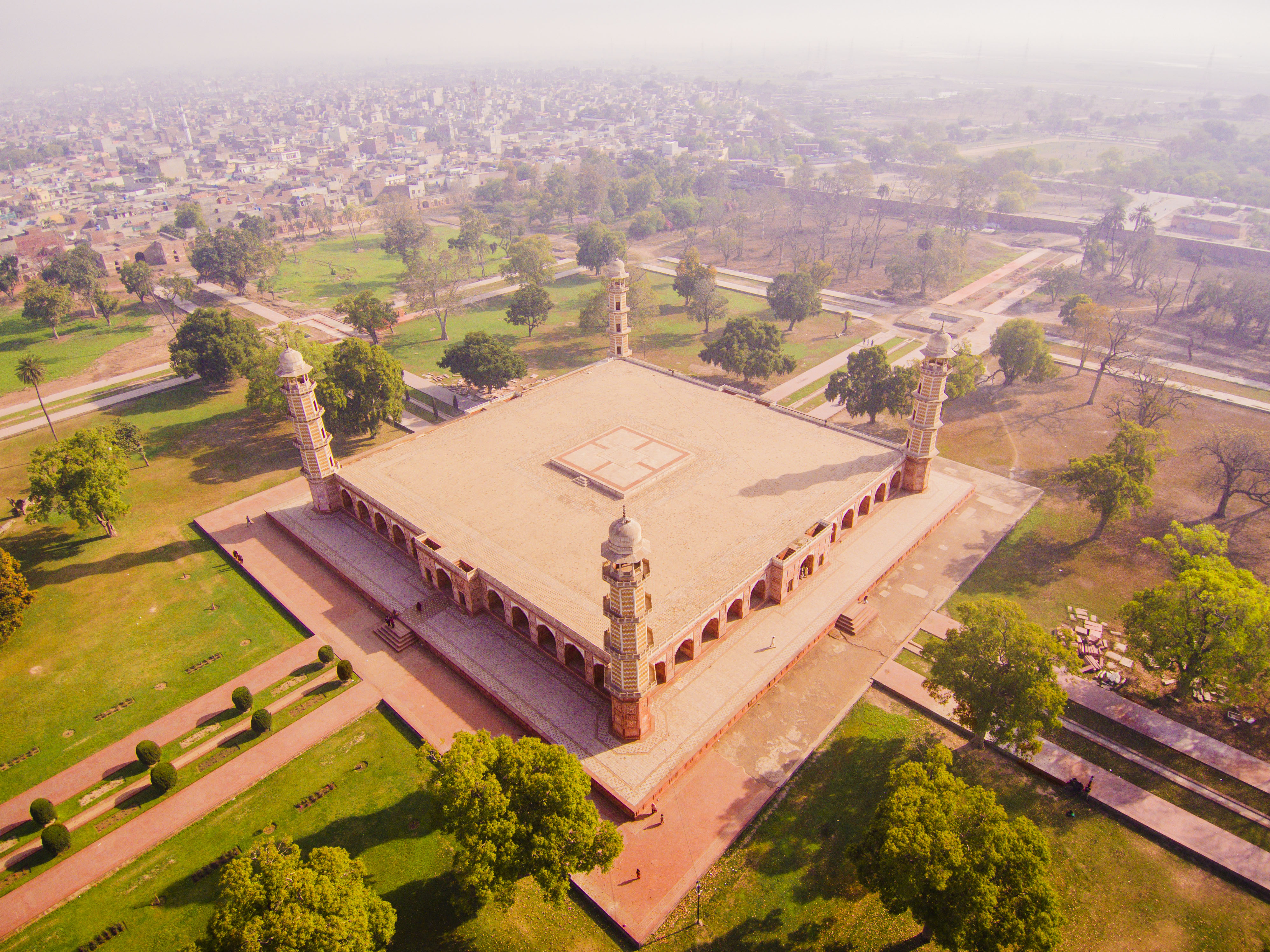
L'imperatore Jahangir proibì la costruzione di una cupola sulla sua tomba

Sebbene gli storici contemporanei attribuiscano la costruzione della tomba al figlio di Jahāngīr, Shāh Jahān, potrebbe essere stata il risultato della visione di Nūr Jahān. Ispirandosi alla tomba di suo padre, disse di aver progettato il mausoleo nel 1627, e probabilmente ne iniziò la costruzione. Iniziata nel 1627, richiese dieci anni per il completamento,.
Nel 1814 vennero eseguiti dei lavori secondo fonti della corte dei Sikh. Il complesso della tomba, tuttavia, fu anche profanato sotto il dominio Sikh quando fu saccheggiata dall'esercito di Ranjit Singh, asportando dei materiali per la costruzione del Tempio d'Oro di Amritsar. I terreni saccheggiati furono poi convertiti per essere utilizzati come residenza privata per un ufficiale dell'esercito di Ranjit Singh, Señor Oms, noto anche come "Mūsā Ṣāḥib". Ranjit Singh profanò ancora una volta il mausoleo quando ordinò che "Mūsā Ṣāḥib" fosse seppellito nel terreno della tomba dopo la morte di colera nel 1828. Nel 1880 era iniziata a circolare una voce secondo la quale una volta la tomba era sormontata da una cupola o un secondo piano rubato dall'esercito di Ranjit Singh, sebbene non sia stata trovata alcuna prova che fosse mai esistita una cupola sulla tomba.
Il complesso di monumenti Shahdara subì ulteriori danni sotto il dominio britannico, quando venne costruita la ferrovia Karachi–Peshāwar facendola passare tra le tombe di Āṣaf Khān e Nūr Jahān. Il sito venne poi ricostituito dai britannici nel periodo 1889-1890.
Piene e straripamenti del vicino fiume Ravi hanno danneggiato il sito negli anni 1867, 1947, 1950, 1954, 1955, 1957, 1958, 1959, 1962, 1966, 1973, 1976, 1988 e 2010. Il sito subì danni dallo straripamento del fiume per le inondazioni del 1988 che coprirono gran parte del sito con 3 metri d'acqua per 5 giorni.

## Architettura

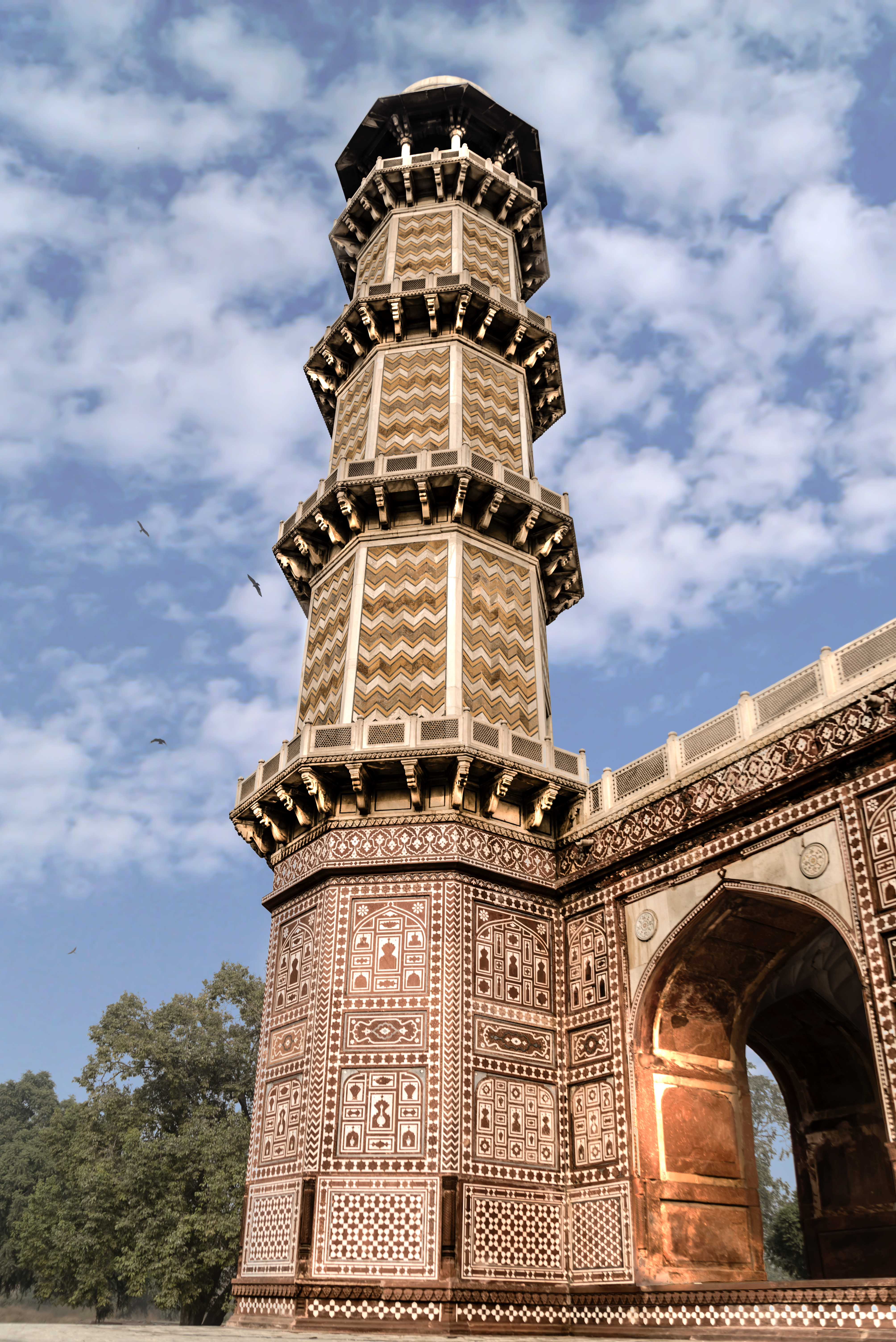
L'uso dei minareti riflette un rinnovato interesse per l'architettura timuride durante il regno di Jahangir.

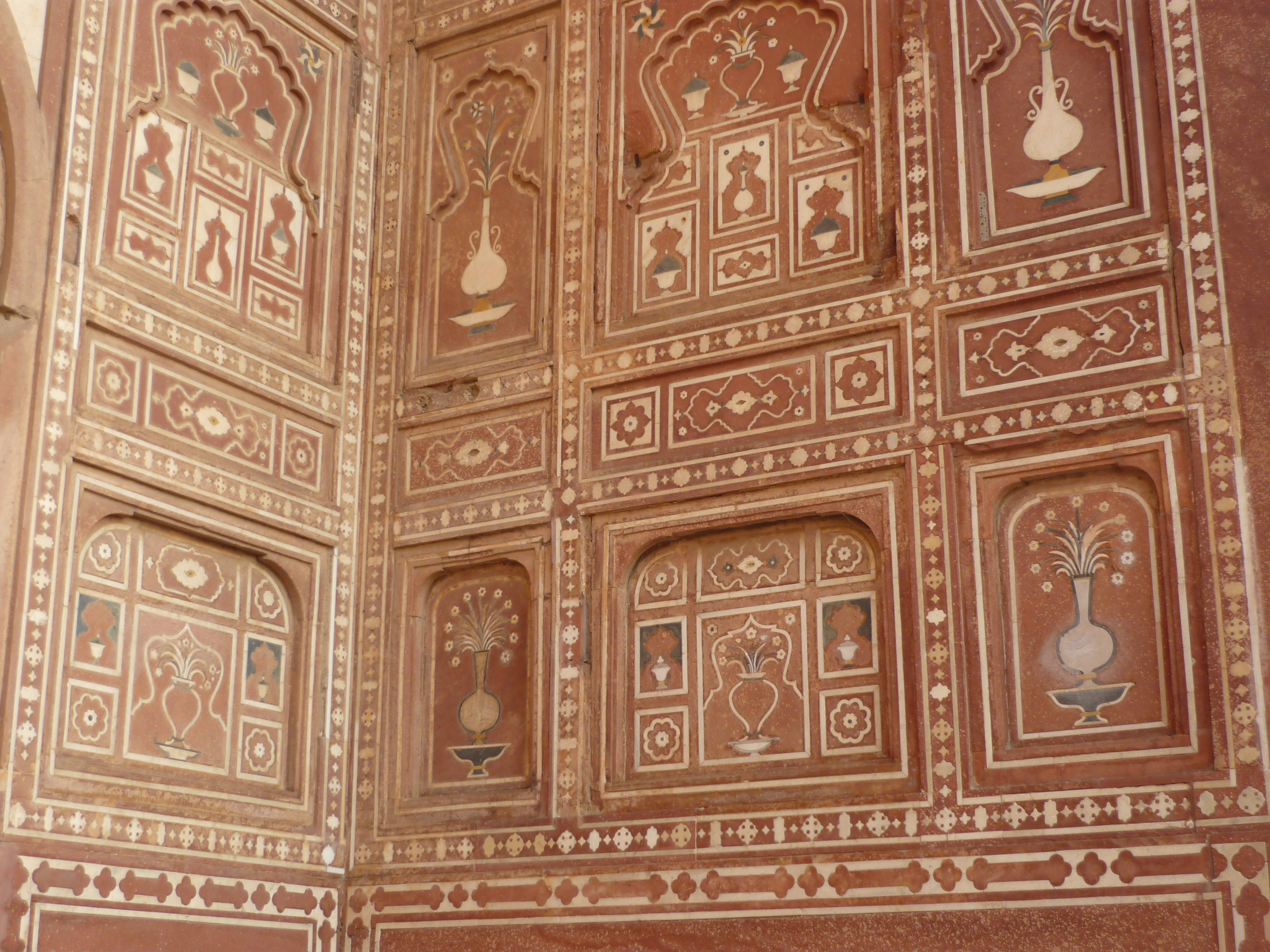
Le pareti della tomba sono intarsiate con marmi scolpiti.

La tomba venne costruita in stile moghul influenzato da quello safavide della Persia, introdotto alla corte moghul da Nūr Jahān che era di origini persiane. Il mausoleo è strutturato come un takhtgah, o un mausoleo costruito su un piedistallo che funge da takhtga, o "trono". anche se sul piedistallo non c'è un takhtga, né sembra che sia mai stato costruito.
Similmente alla Tomba di Akbar, quella di Jahangir manca di una cupola centrale dato che l'imperatore ne aveva espressamente vietato la costruzione. L'uso delle cupole nell'architettura funeraria dei moghul fu usato per la prima volta nella Tomba di Humayun e ristabilito da Shah Jahan.

### Esterno

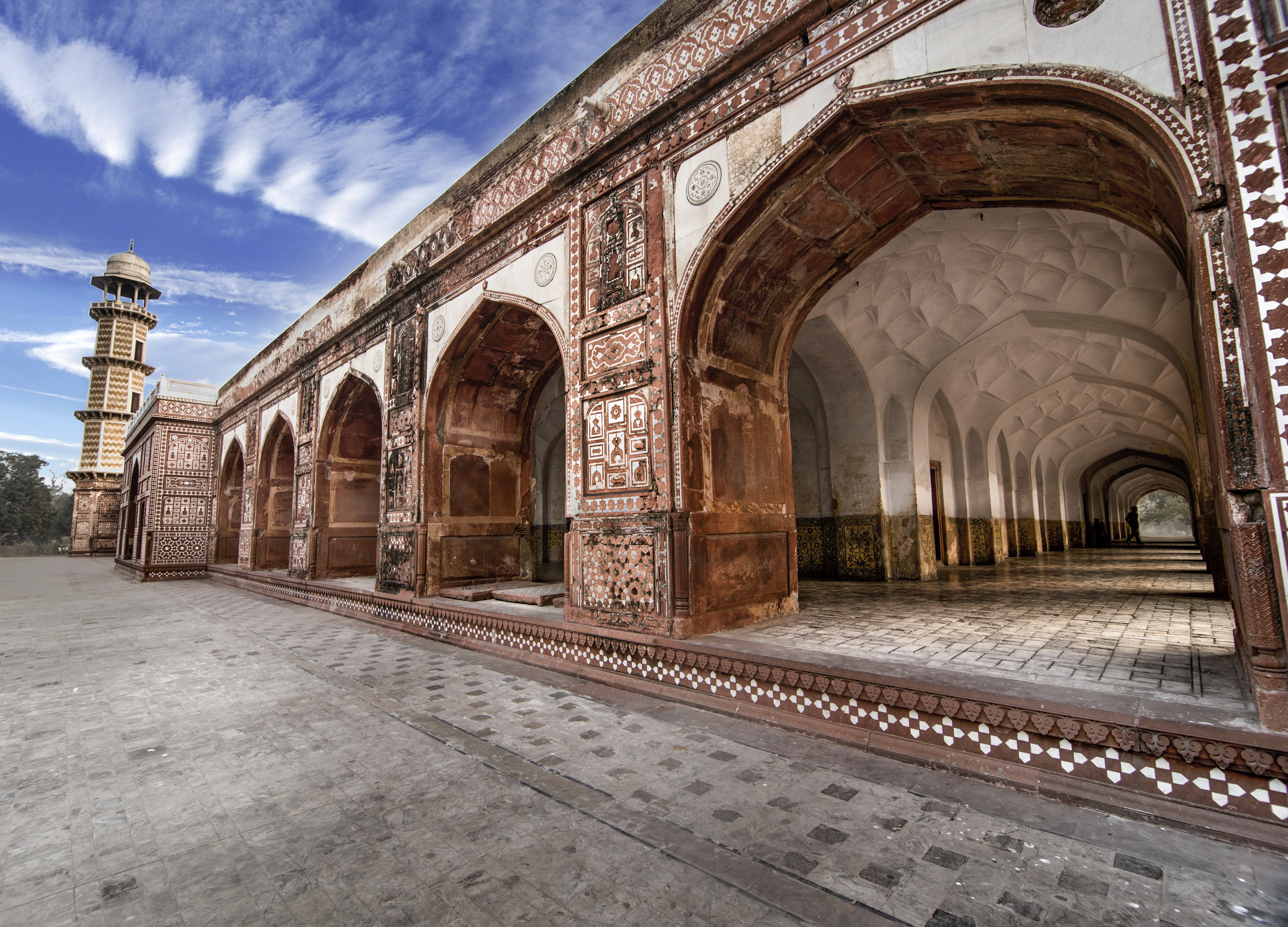
I portici circondano la tomba e presentano motivi ghalib kari, o costoloni intarsiati in superfici arcuate sulle aree curve dell'arco.

In linea con la tradizione religiosa sunnita, il bisnonno di Jahangir, Babur, aveva scelto di essere sepolto in una tomba aperta nei Giardini di Bābur. La tomba di Jahangir ha rotto con questa tradizione, inserendo un tetto. Al fine di realizzare un compromesso con la tradizione sunnita, Jahāngīr proibì espressamente la costruzione di una cupola sulla sua tomba, e così il tetto è semplice e privo di abbellimenti architettonici che in seguito apparvero in primo piano nel Taj Mahal.
Il mausoleo a base quadrata è alto 6,6 metri, ha un solo piano con arcate che rivestono tutti e quattro i lati della struttura. Le baie a volta lungo il perimetro della tomba riflettono gli stili architettonici timuridi dell'Asia centrale. La facciata in mausoleo, in arenaria rossa, è intarsiata con motivi in marmo bianco.
Dall'edificio si elevanno quattro minareti ornamentali ottagonali che sporgono da ogni angolo, decorati con pietre intarsiate a figure geometriche. L'uso dei minareti, assente dalle prime costruzioni moghul, riflette un rinnovato interesse per l'architettura timuride dell'Asia centrale durante il regno di Jahangir. I minareti sono suddivisi in tre sezioni, con la tomba che costituisce la base, su cui poggia il corpo del minareto, sormontato da cupole di marmo bianco. I minareti raggiungono un'altezza di 30 metri.

### Interno

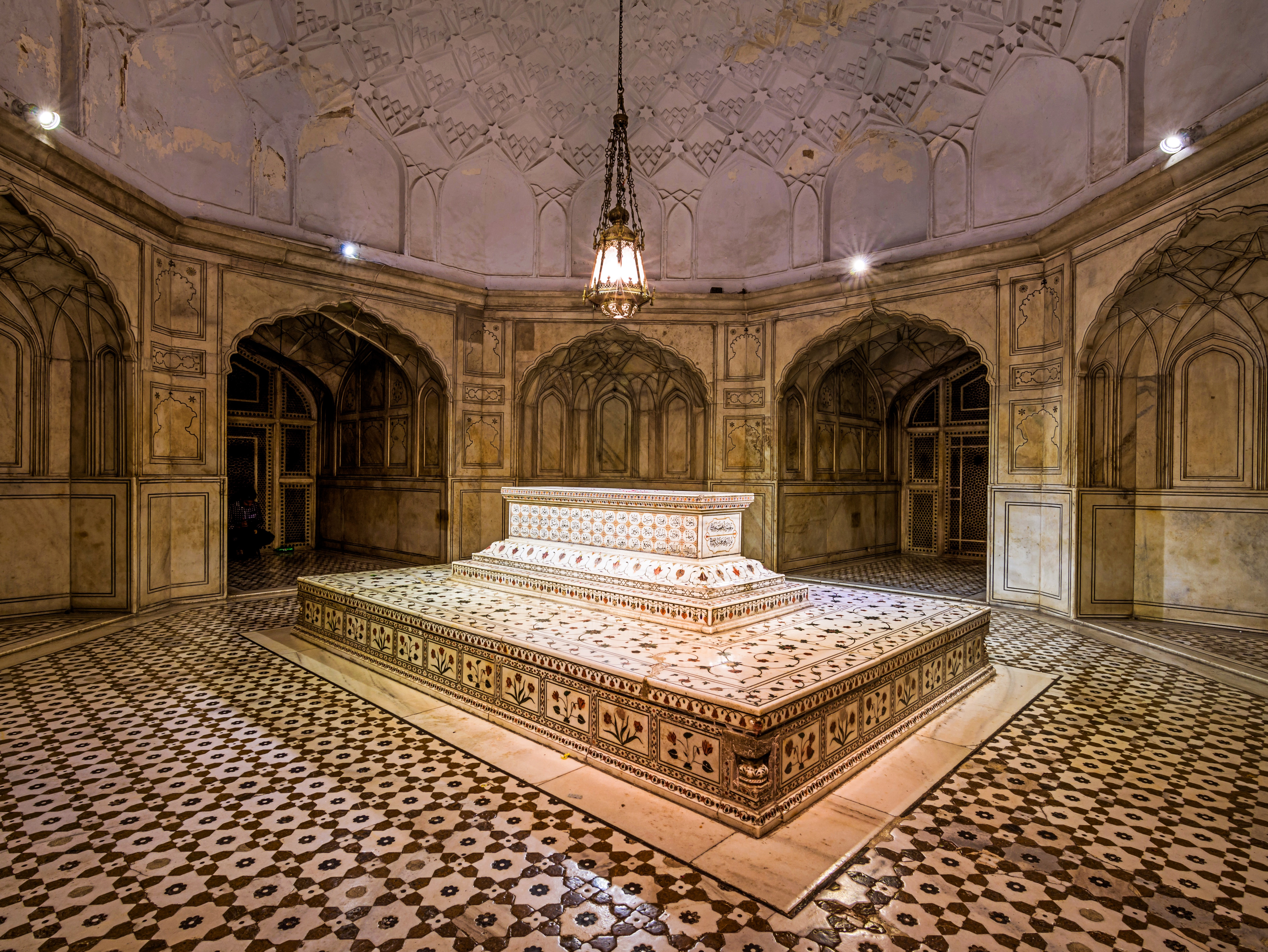
La camera funebre che contiene il cenotafio dell'Imperatore.

L'edificio del mausoleo è suddiviso in una serie di scomparti a volta che sono riccamente abbelliti con affreschi mogul. Gli schermi "intagliati" jali immettono la luce in vari schemi rivolta verso La Mecca.

### Cenotafio
Al centro del mausoleo si trova una camera ottagonale rivestita con marmo scolpito in cui riposano i resti dell'imperatore in una cripta sotto un cenotafio. L'interno della tomba presenta un cenotafio in marmo bianco intarsiato, con pietre dure, a motivi vegetali, oltre che l'incisione dei 99 nomi di Allāh, un tema comune nel misticismo islamico.

### Giardini

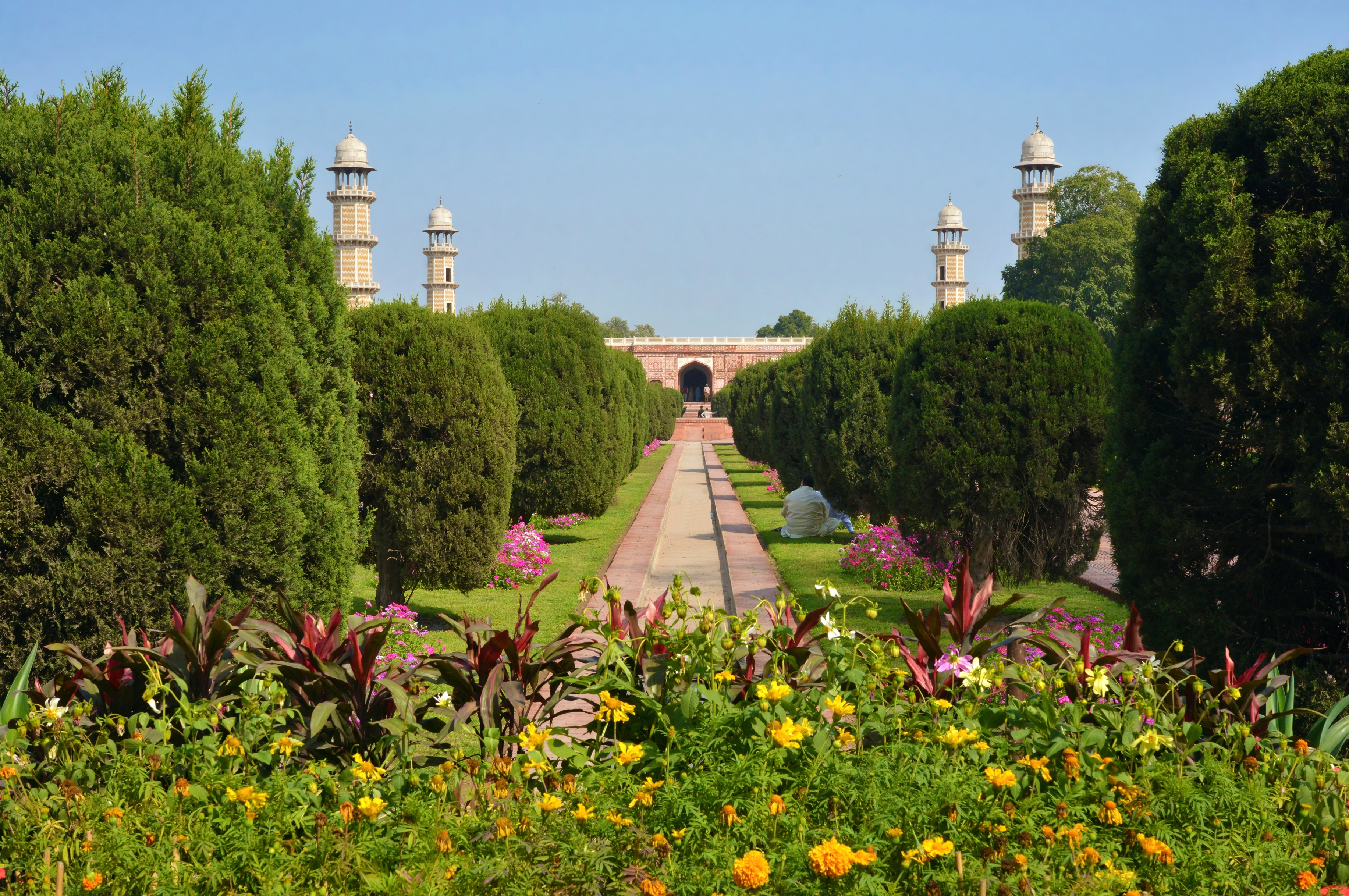
I giardini all'esterno della tomba sono disposti in stile persiano "Chahar bagh" o Giardino del paradiso.

Il giardino è diviso in quattro parti da passerelle lastricate (khiyabans) e due canali d'acqua centrali sono progettati per riflettere i quattro fiumi che scorrono nel  jannat , il concetto islamico di paradiso. Ciascuno dei quattro quadrati è ulteriormente suddiviso in quadrati più piccoli intervallati da vialetti percorsi, creando in tutto 16 quadrati. Il giardino forma un quadrangolo di circa 500 metri per lato.

## Forma
Il mausoleo è situato in un grande quadrangolo con porte rivolte verso ciascuno dei punti cardinali. L'ingresso al quadrilatero avviene attraverso il lato occidentale attraverso i'Akbari Sarai - una porta con una piccola moschea. Nell'immediato ovest dell '"Akbari Sarai" è la Tomba di Asaf Khan - il cognato di Jahangir.

## Conservazione
Il sito è protetto dal Federal Antiquities Act 1975, anche se la legge è spesso ignorata, con conseguenti danni al sito e all'area circostante. La legge proibisce la costruzione di nuovi edifici a meno di 60 metri dal sito, sebbene siano state costruite case private che si trovano a pochi metri dalle mura di cinta del mausoleo. Nel 1993 il sito è stato iscritto nell'elenco provvisorio per lo status di Patrimonio Mondiale dell'UNESCO.

## Numismatica e filatelia
La tomba era inserita nella banconota di 1000 rupie pachistane fino al 2005.
Le poste pachistane hanno emesso un francobollo, nel 1954, per commemorare la costruzione del mausoleo.

## Galleria d'immagini

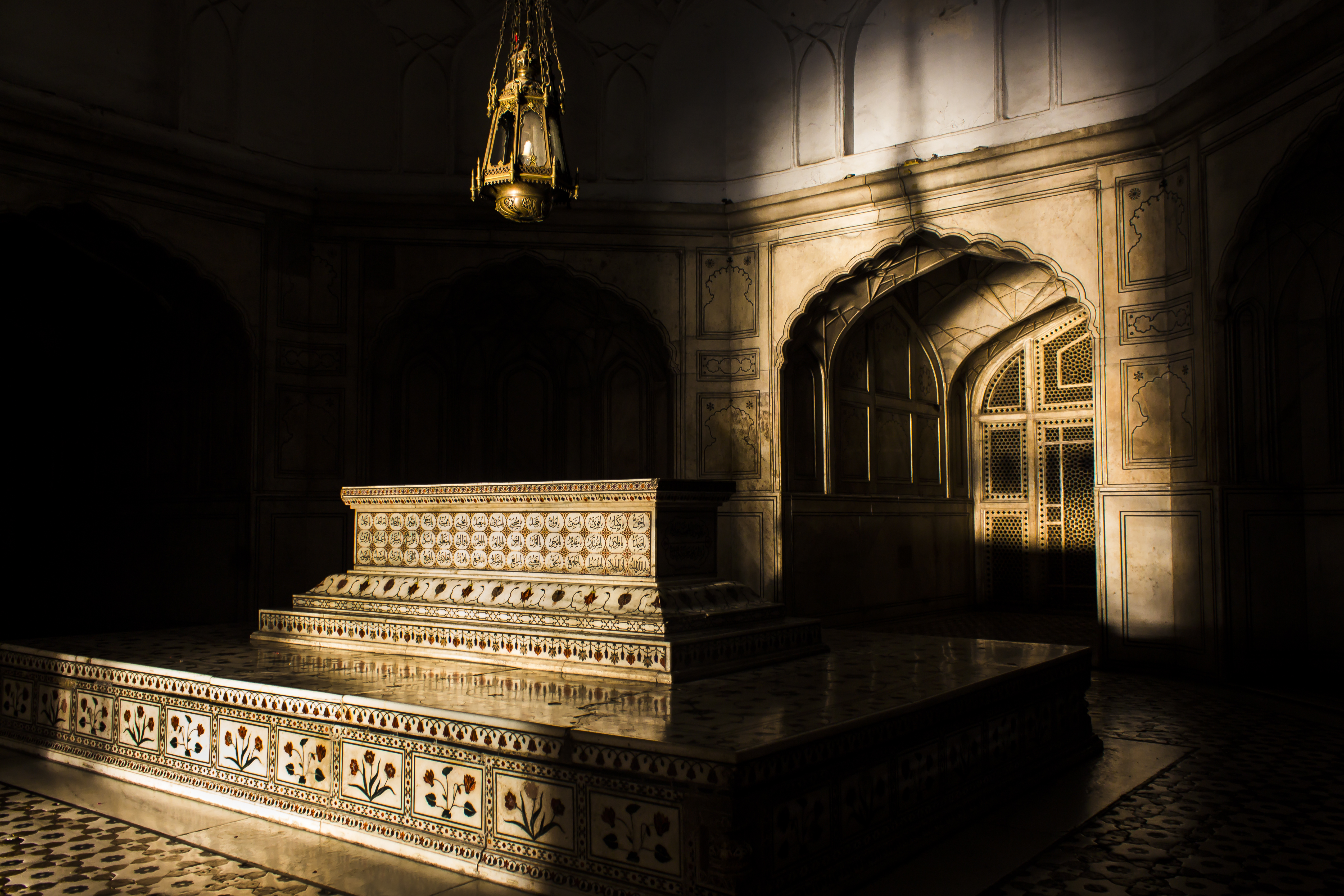
Il cenotafio dell'Imperatore nella sala centrale.
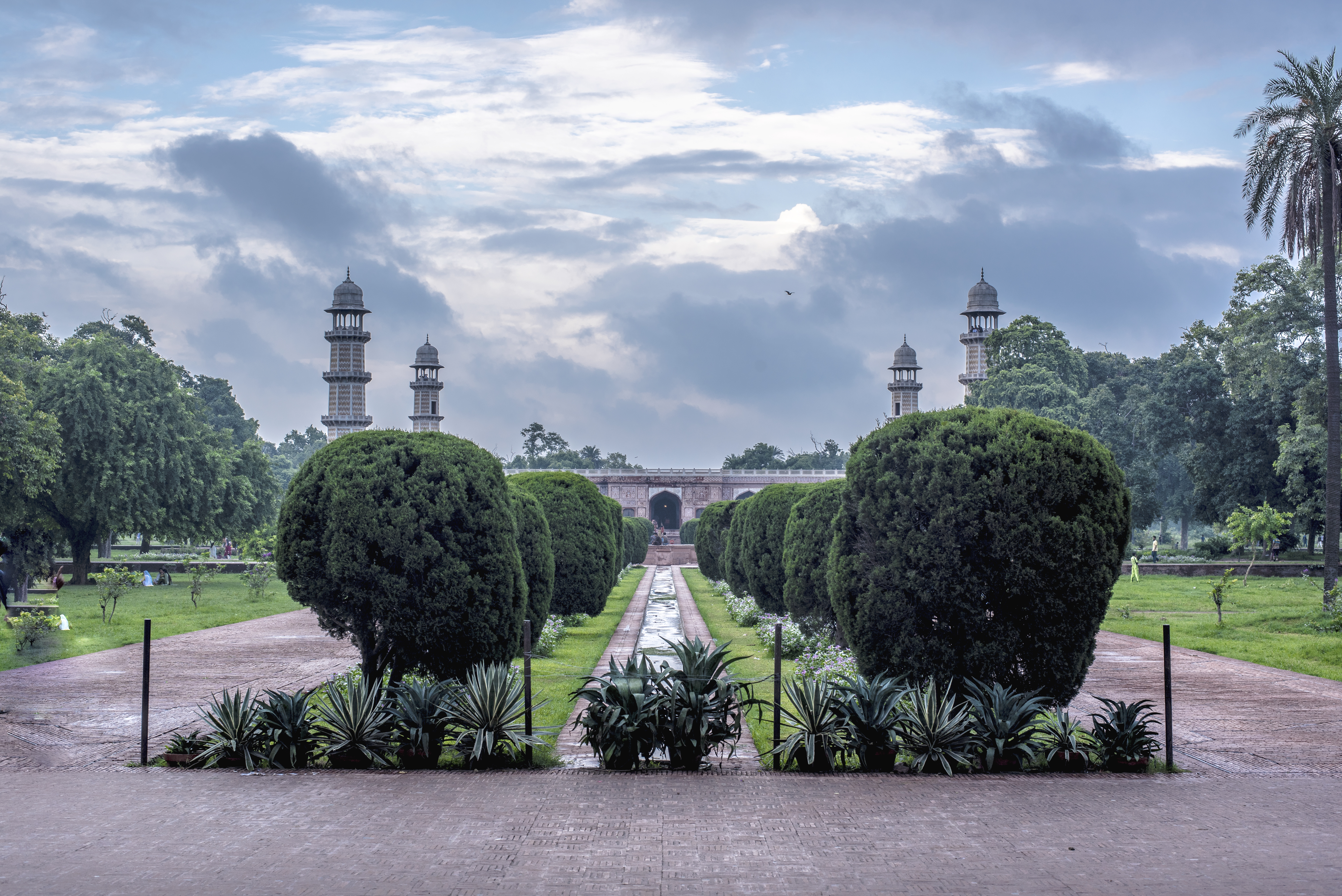
La tomba è circondata da un giardino del paradiso in stile persiano.
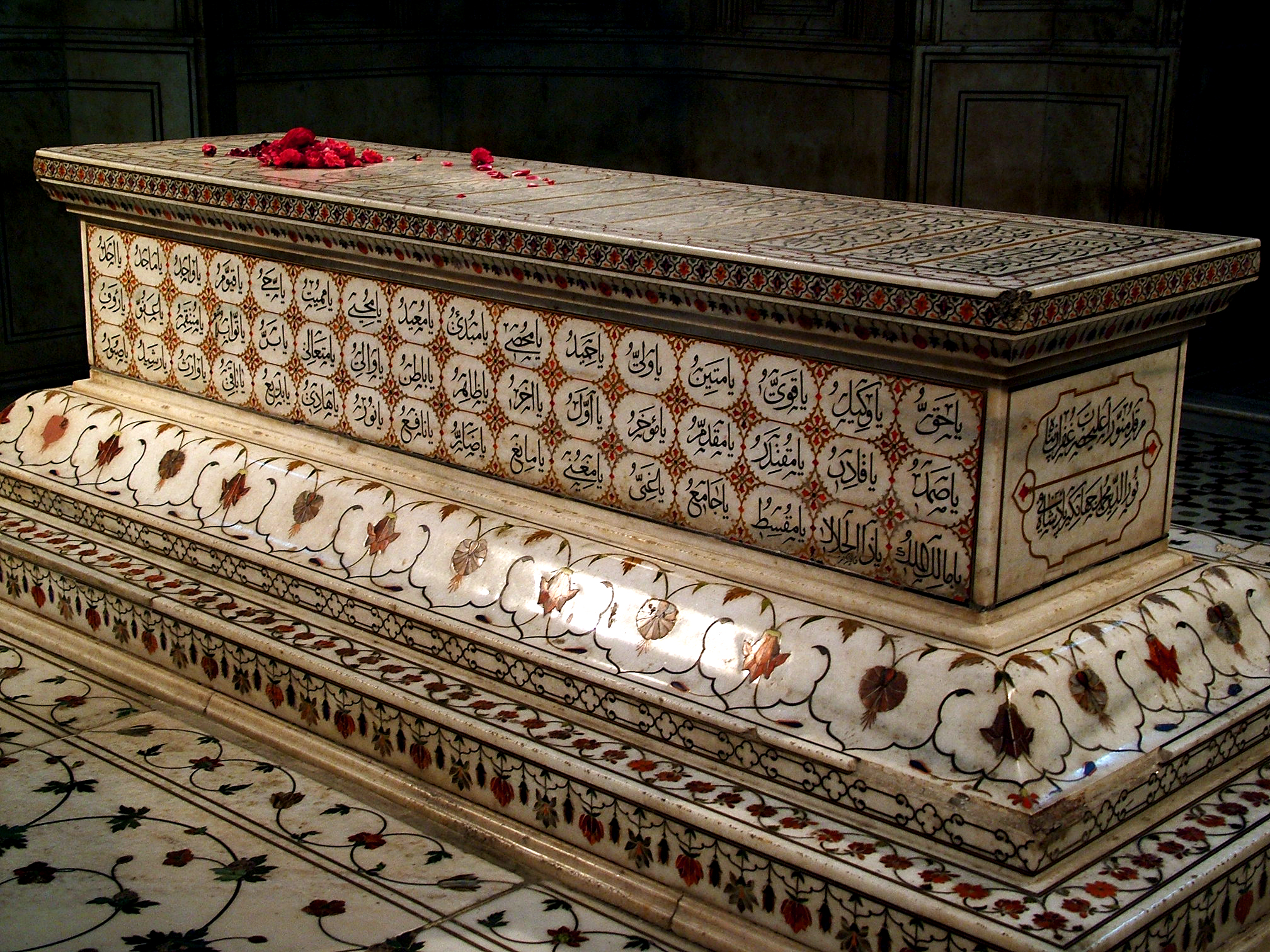
Il cenotafio di Jehangir è riccamente abbellito con intricati inserti.
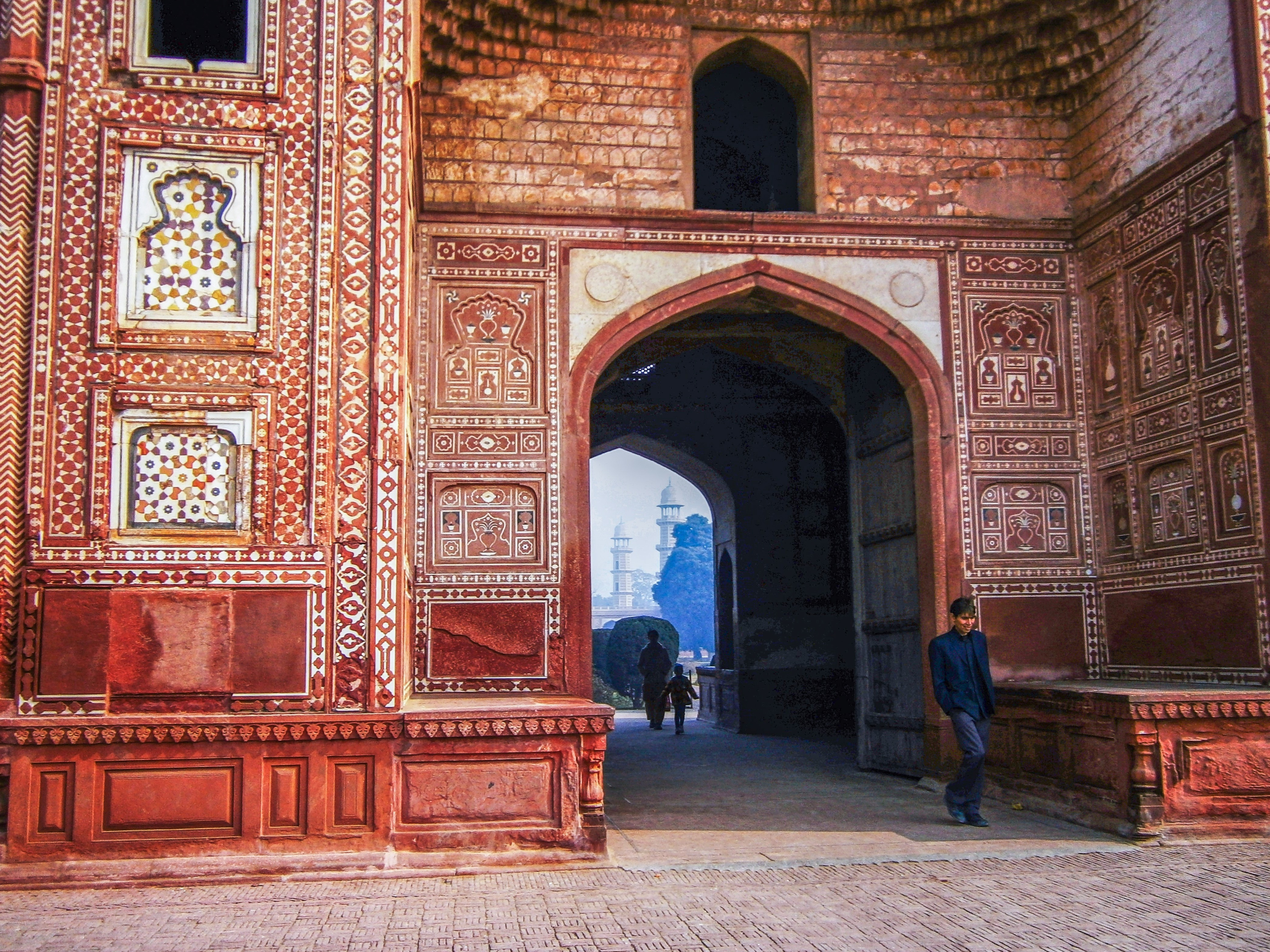
L'ingresso al mausoleo avviene dall'Akbari sarai.
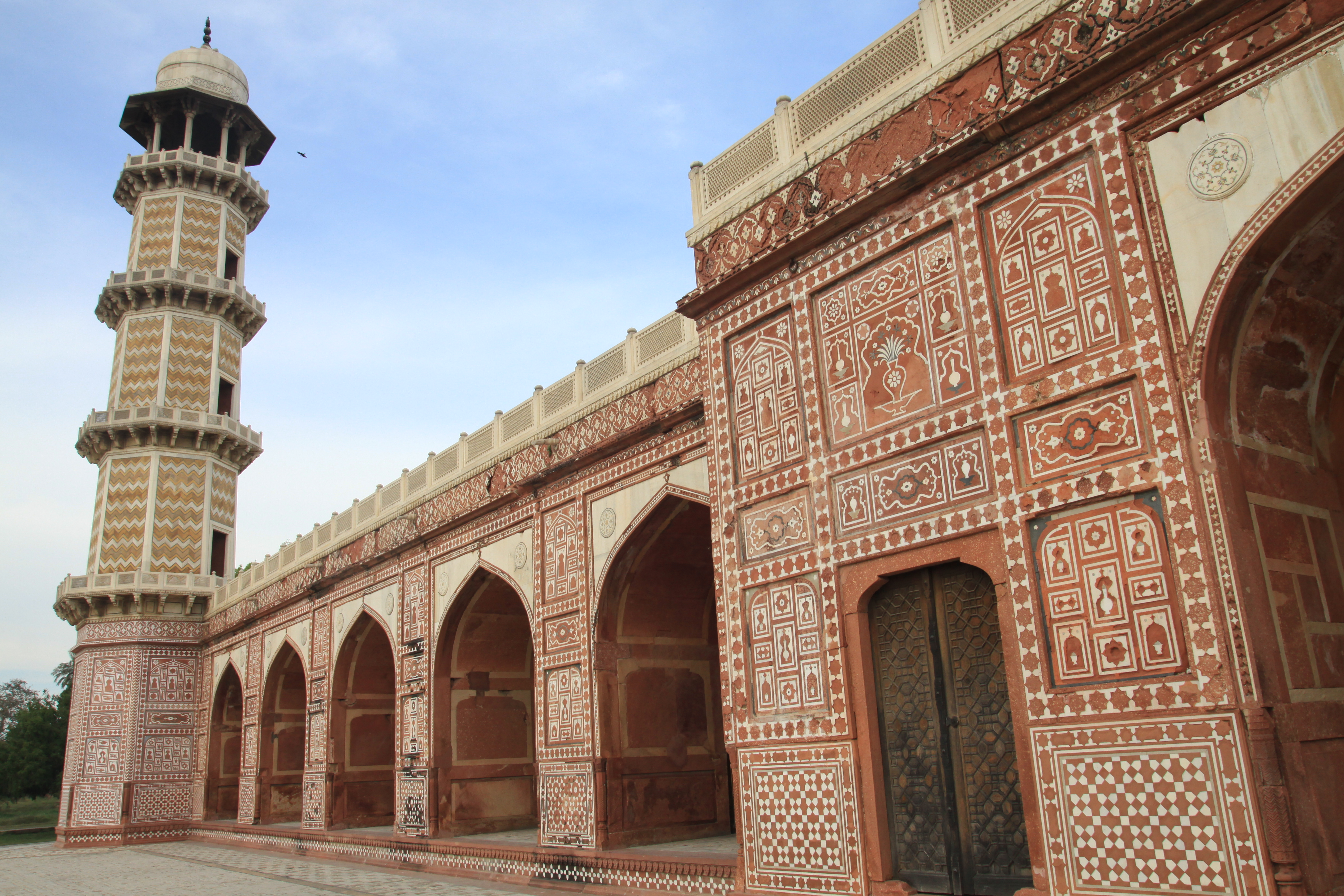
Vista esterna del mausoleo.
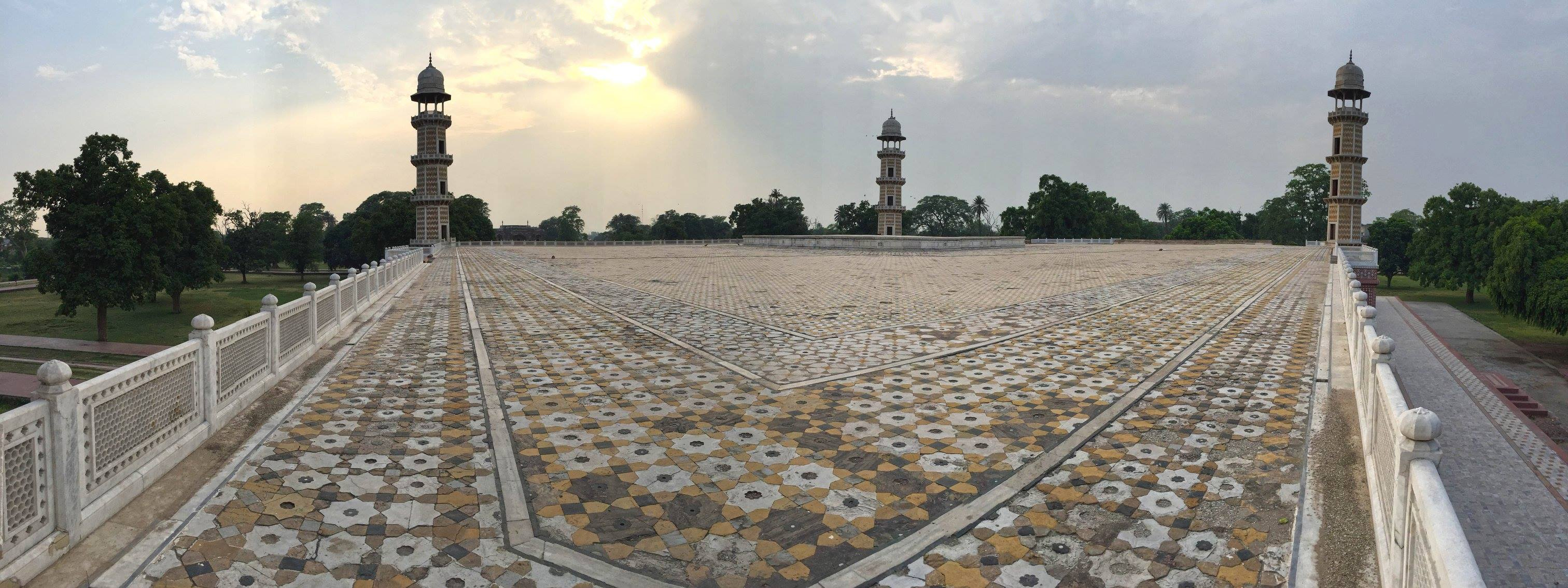
Anche il tetto del mausoleo è decorato a mosaico.
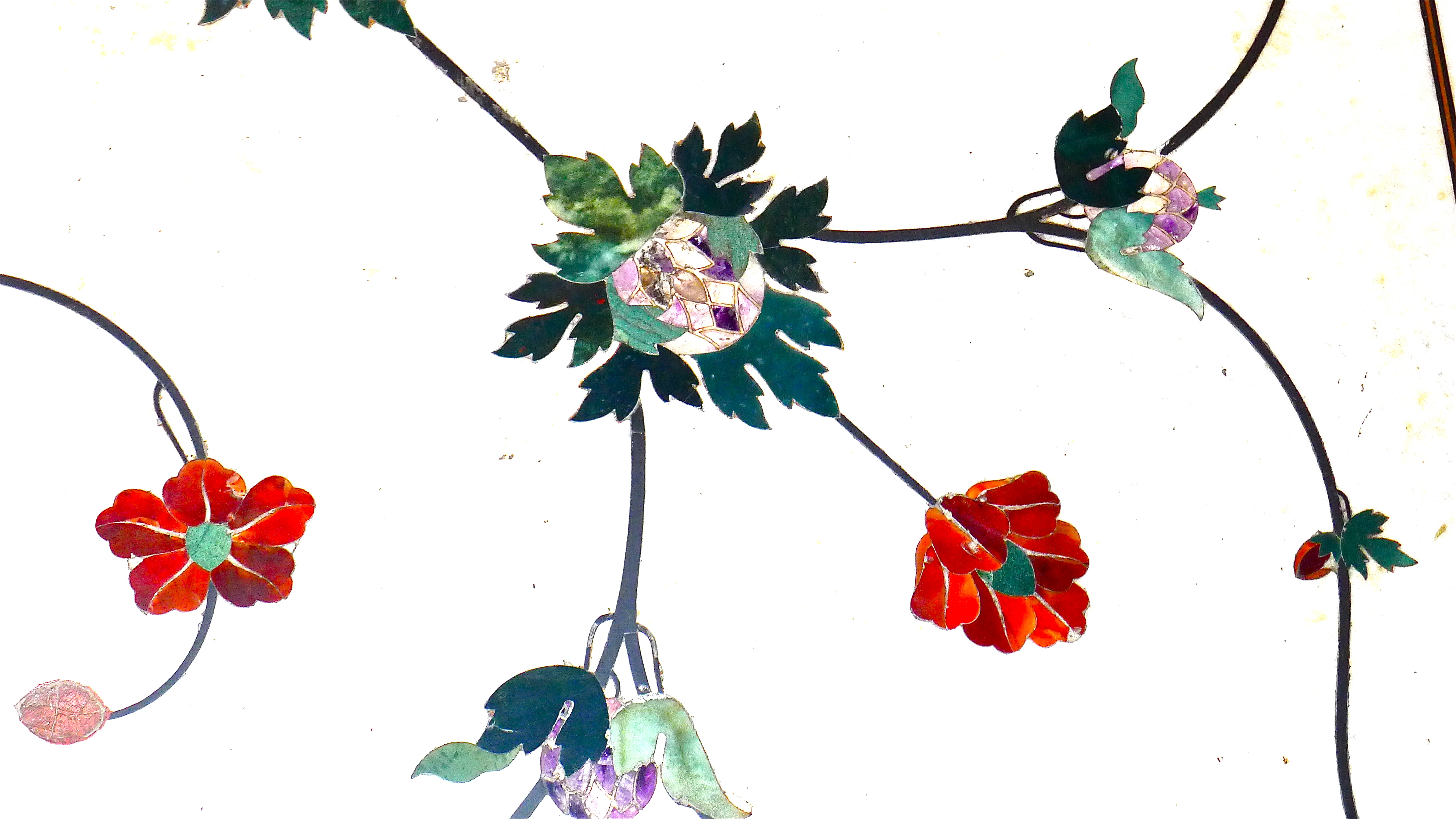
Particolare dell'intricata decorazione in marmo del cenotafio.
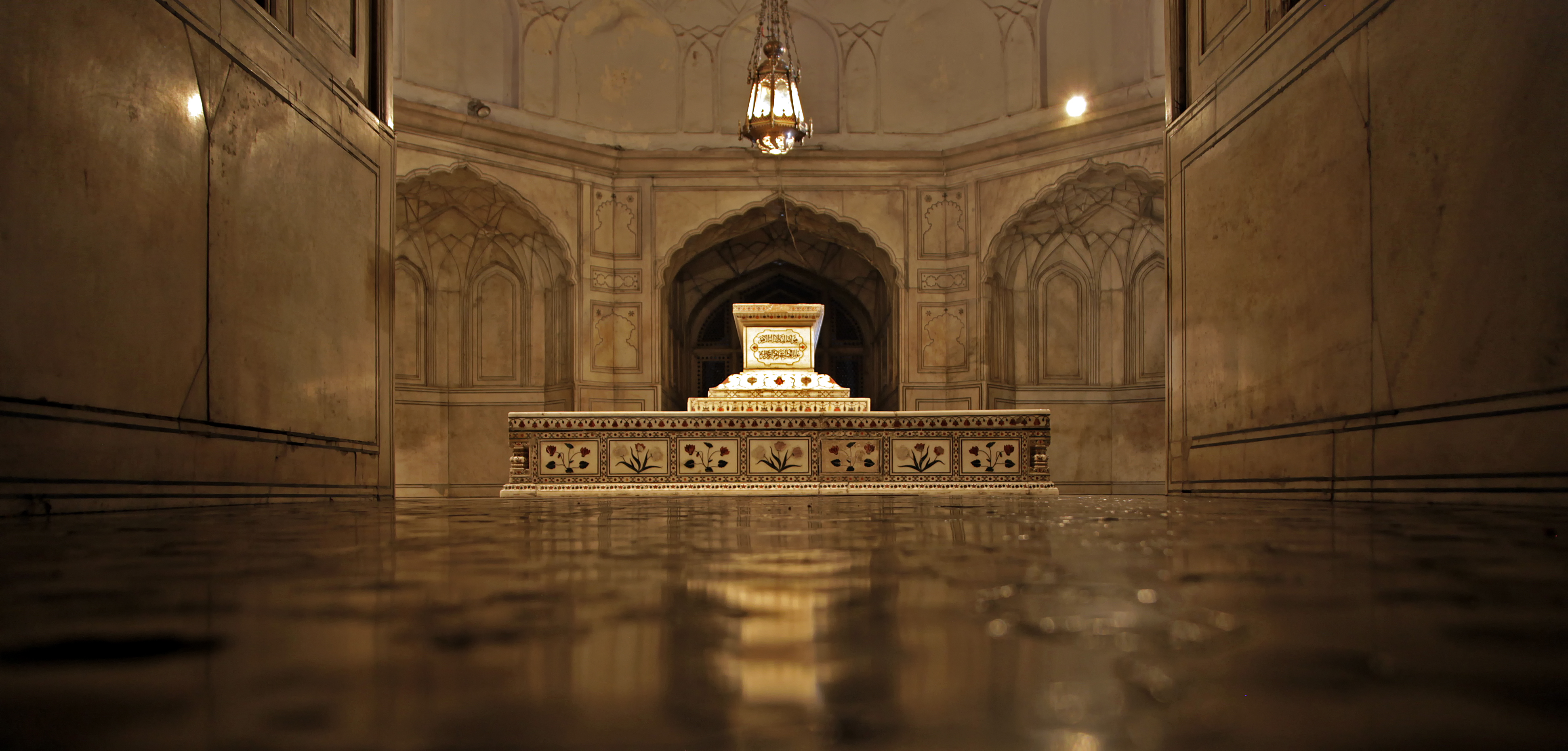
Il cenotafio al centro del mausoleo.
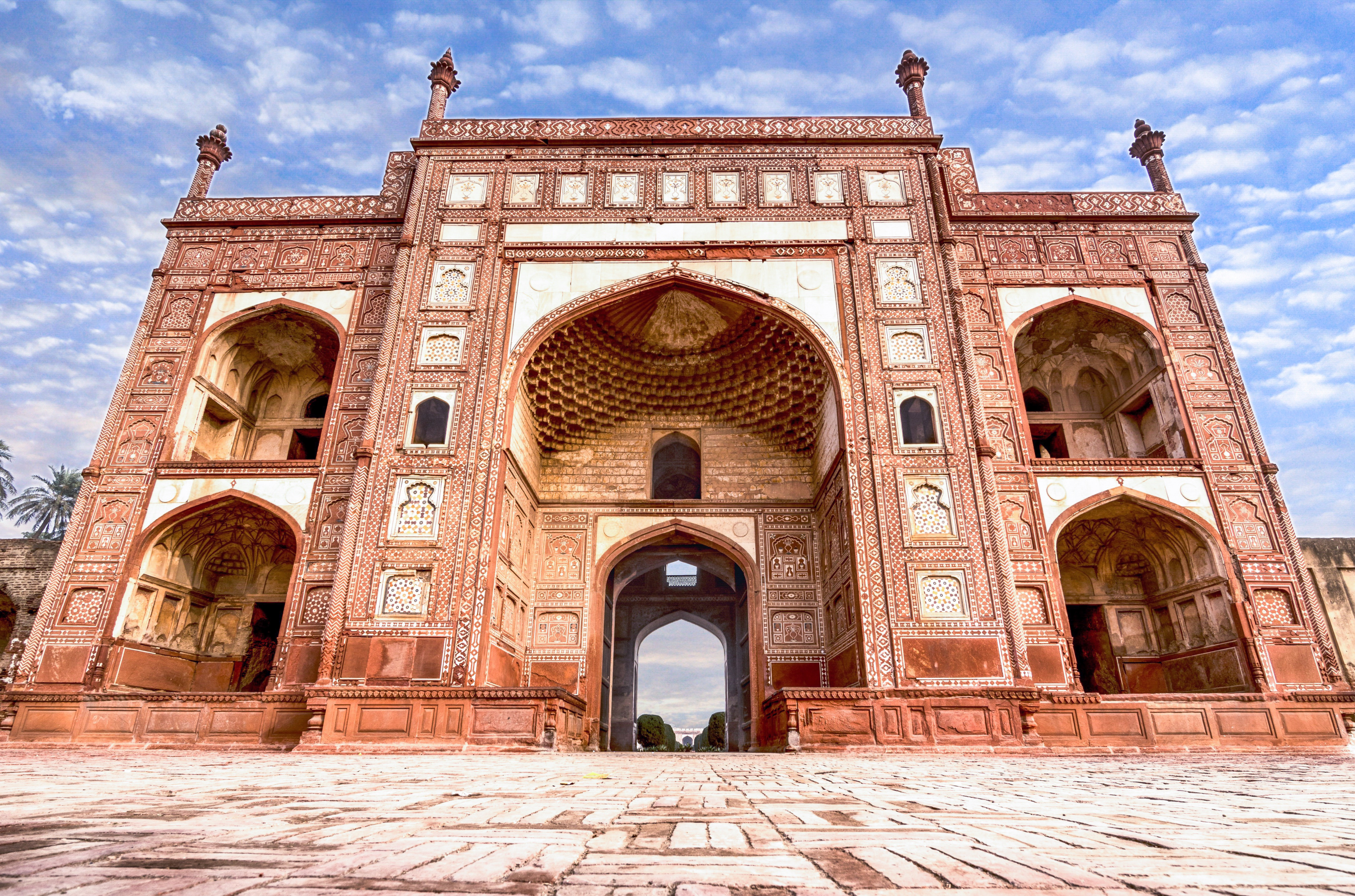
Il perimetro esterno del complesso presenta un grande portale d'ingresso, noto come "Bara Darwaza", che conduce all'Akbari Sarai.
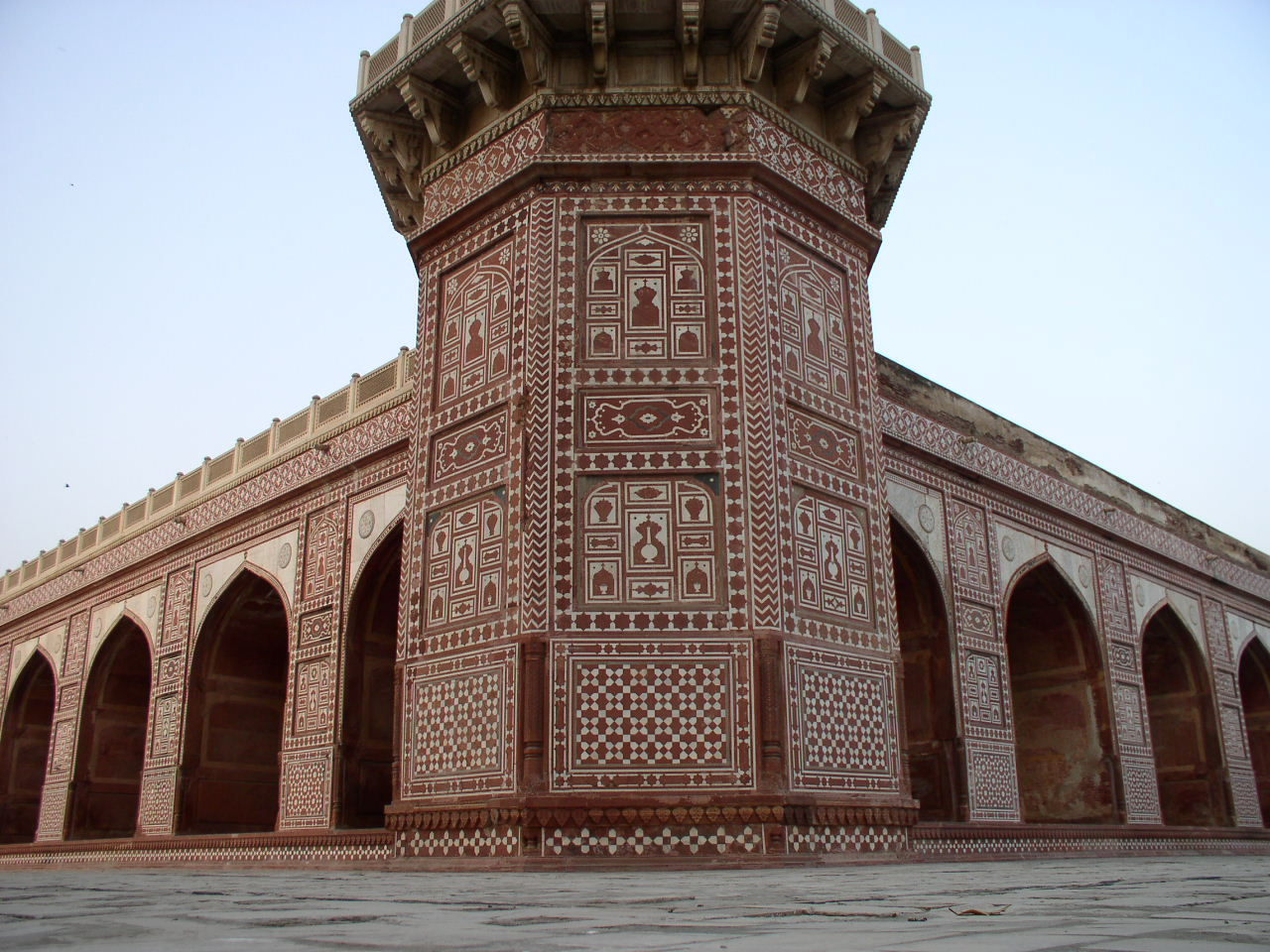
Base dei minareto con inclusioni in pietra dura (dettaglio).
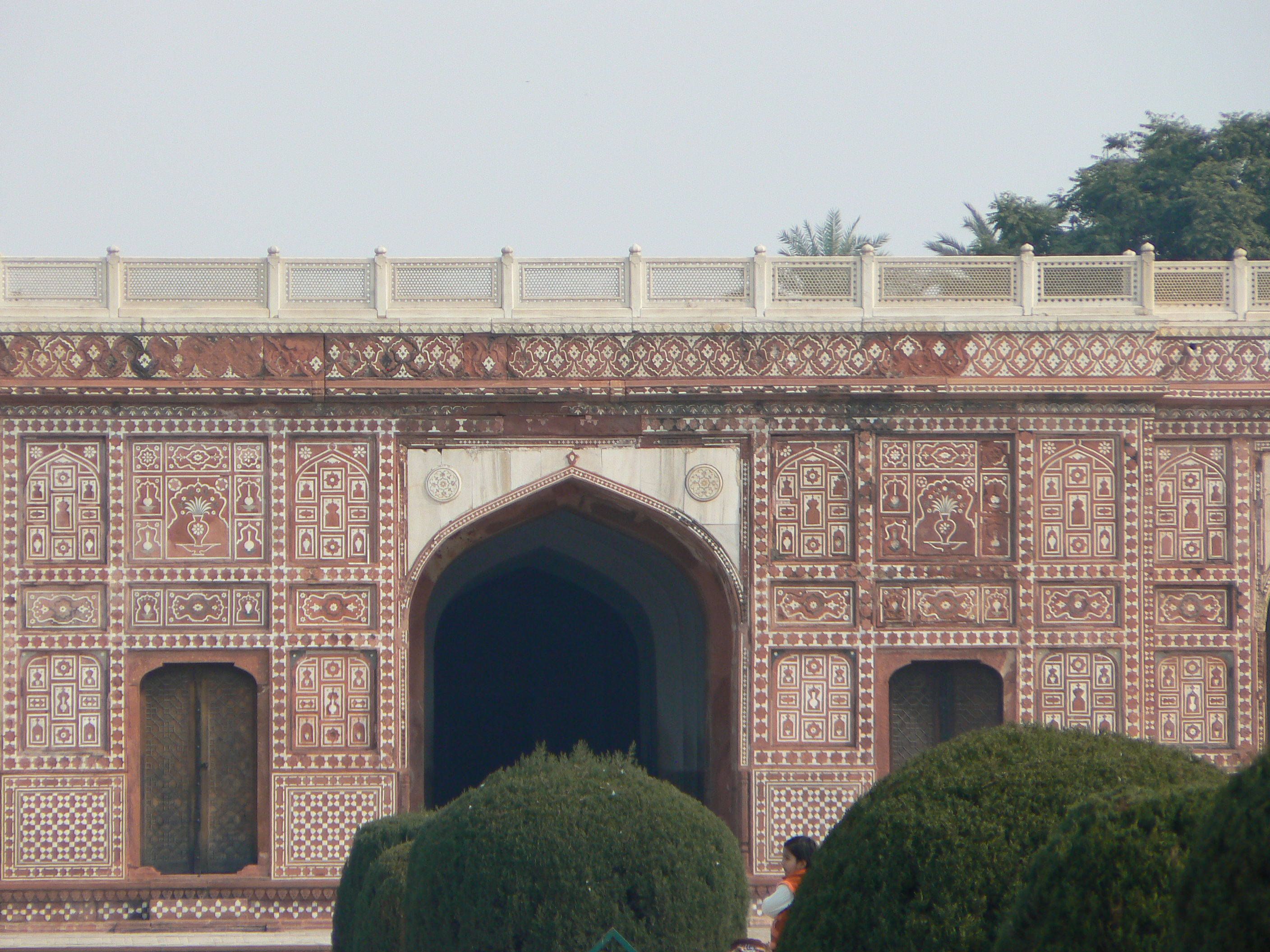
Mura che circondano la tomba.
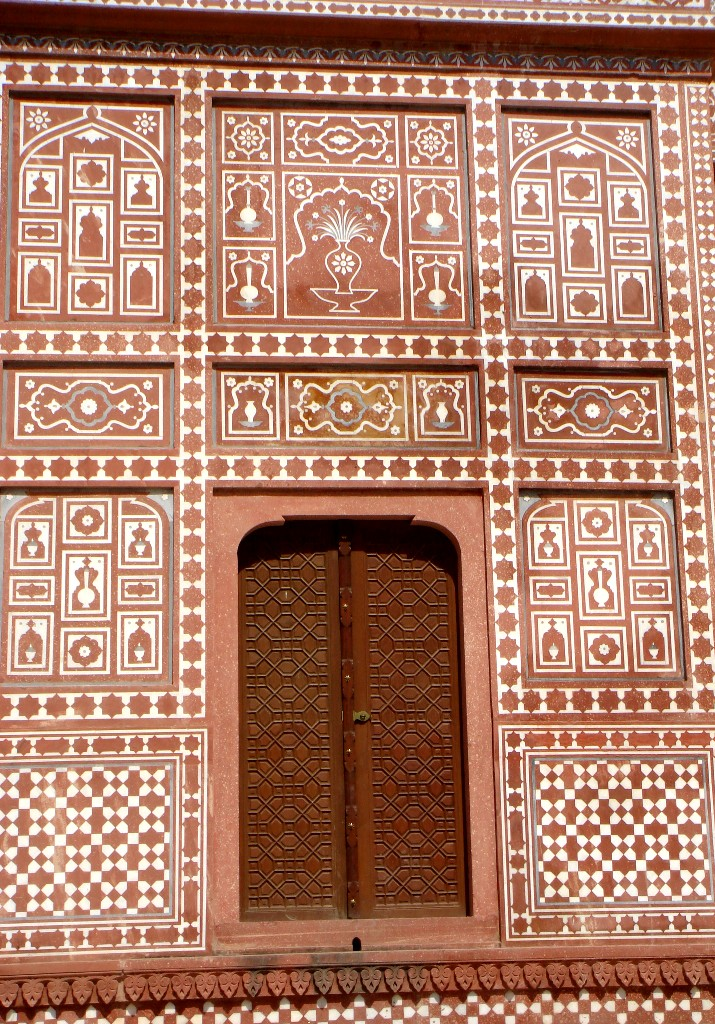
Pietra dura (dettaglio).
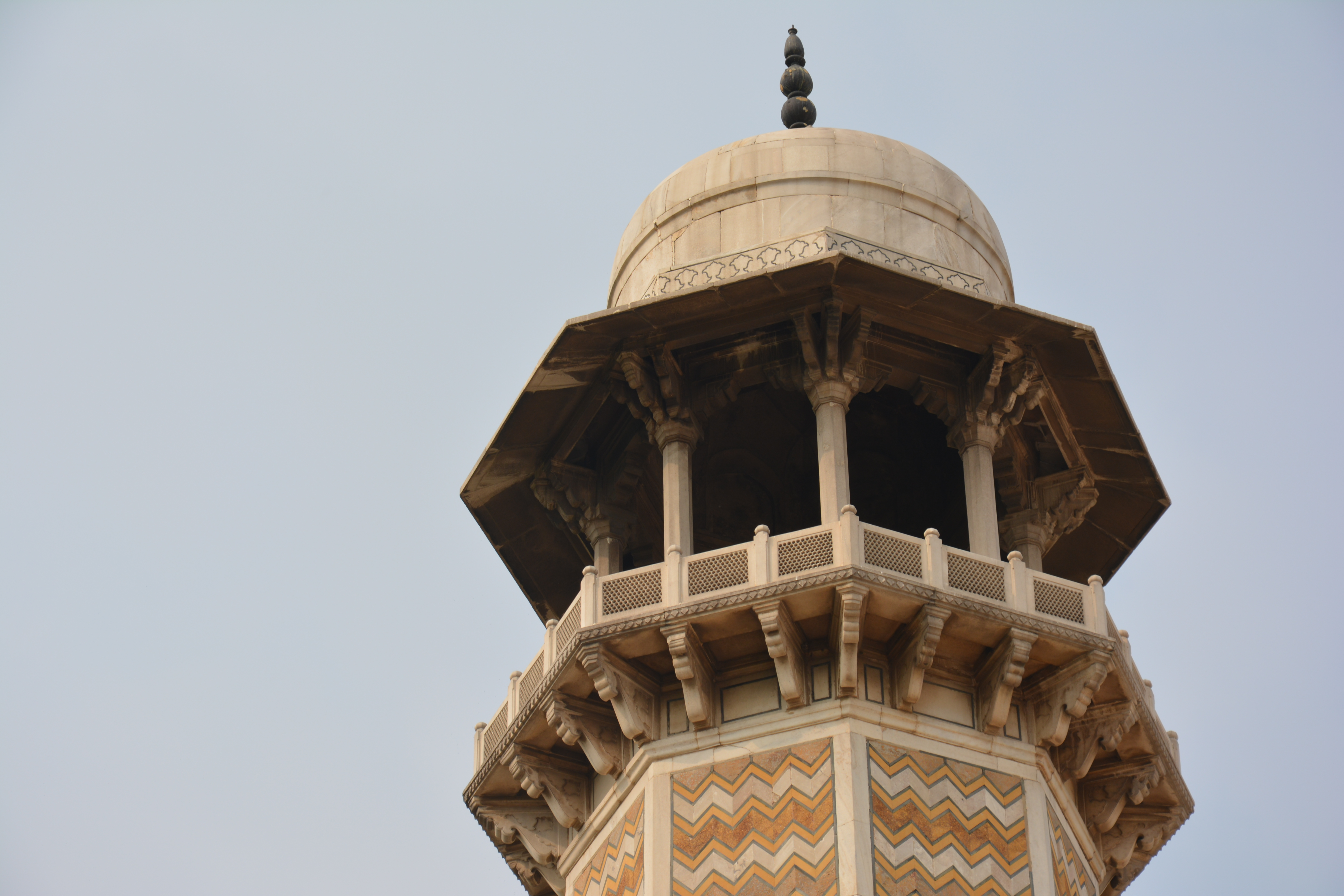
I minareti con cupola in marmo.
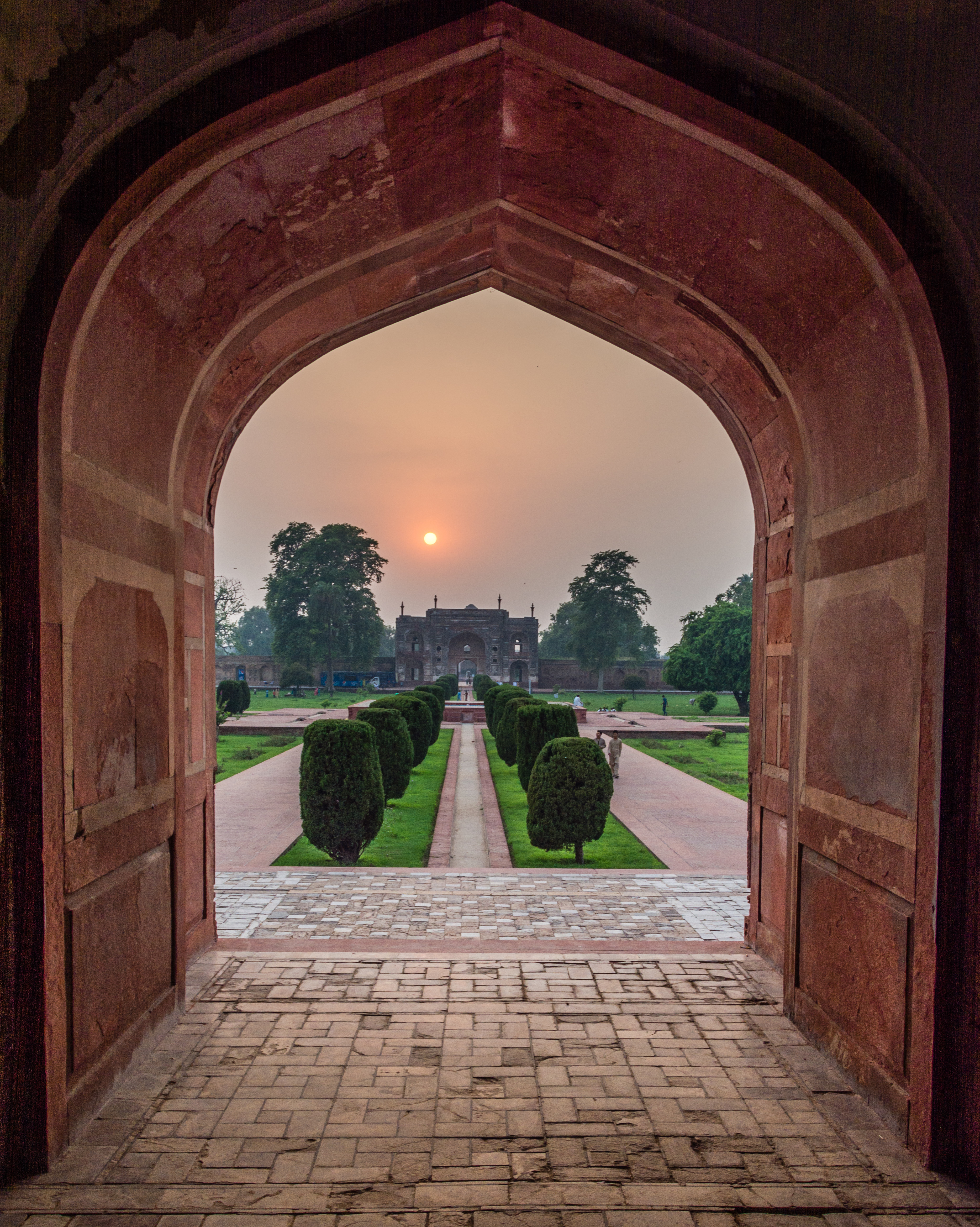
Vista della tomba al tramonto.
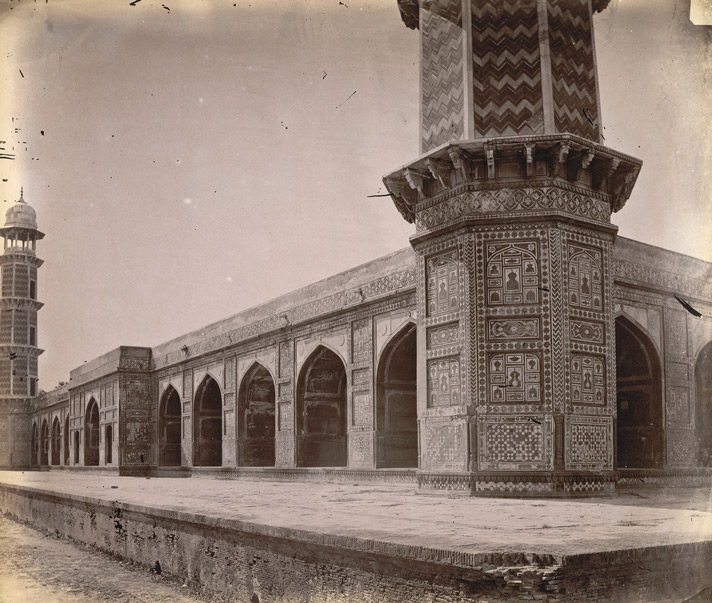
Facciata della tomba nel 1880.
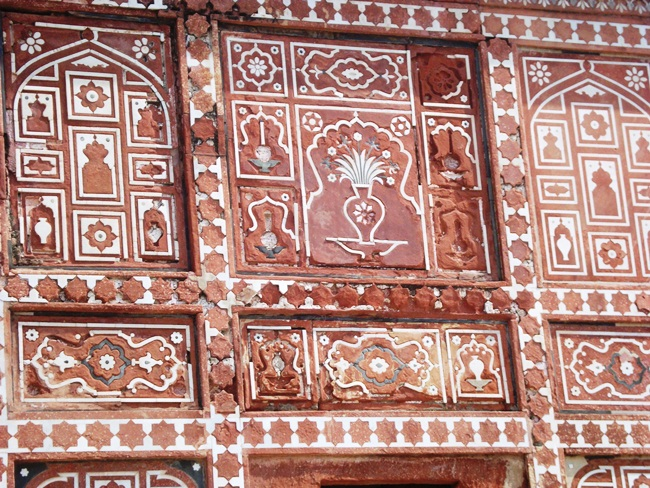
Primo piano di inclusione dipietra dura.
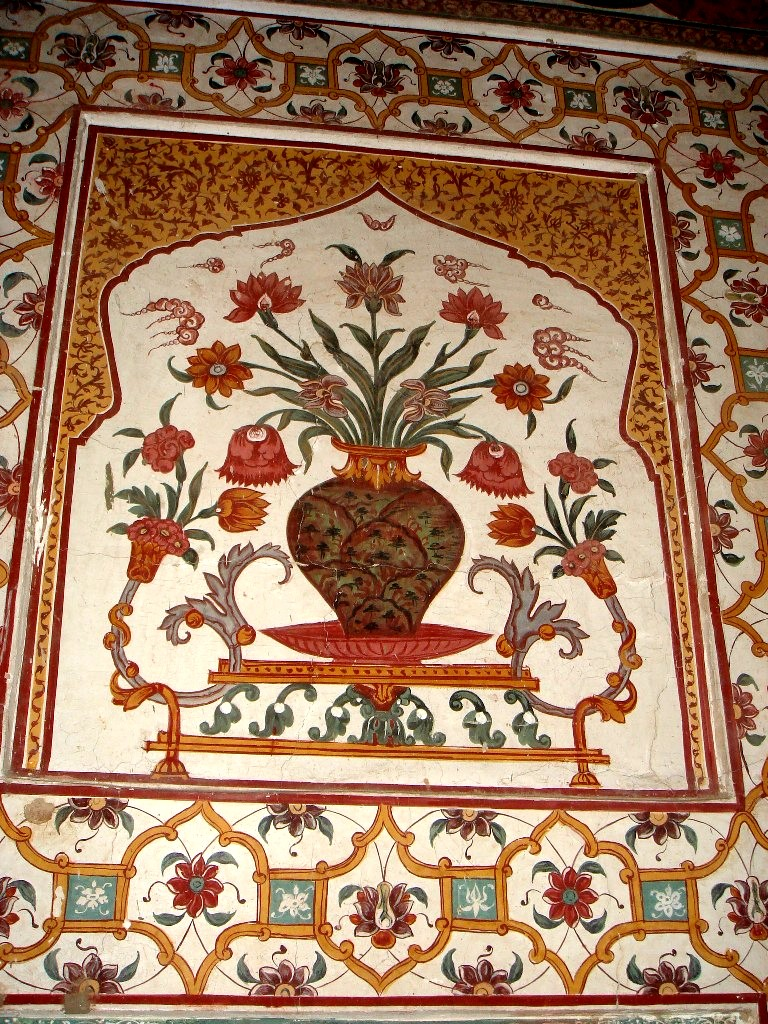
Affresco nel vestibolo della camera.
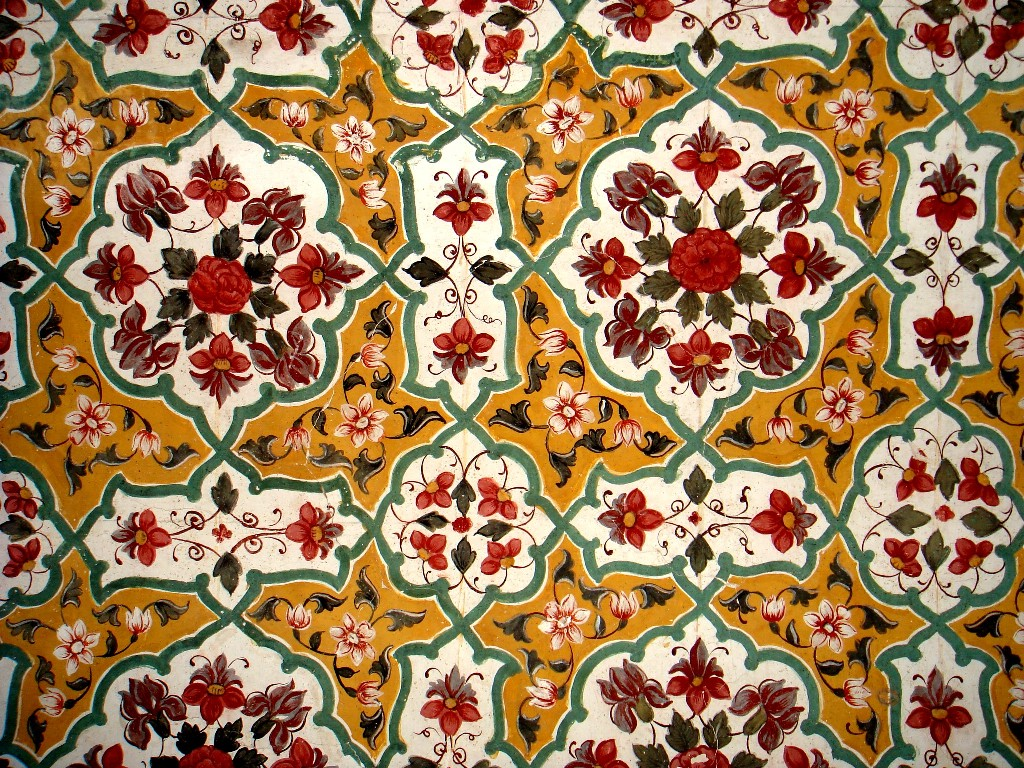
Affresco nel vestibolo della camera.
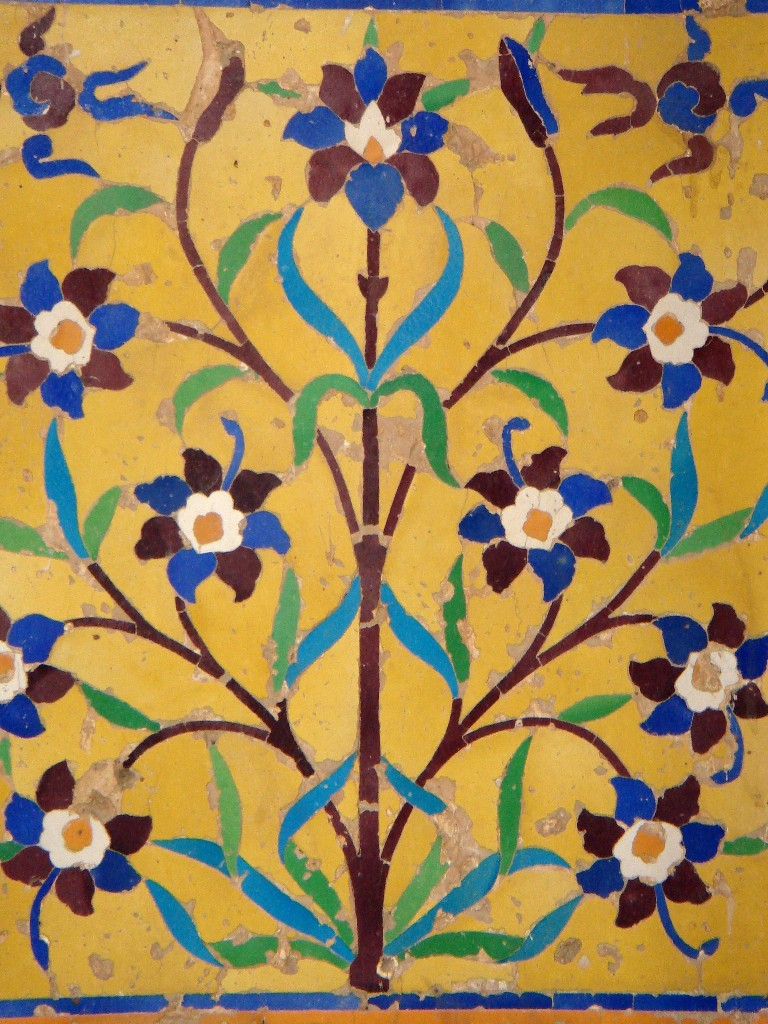
Piastrella smaltata kashi intarsiata nella veranda del mausoleo.